# Linus Förster

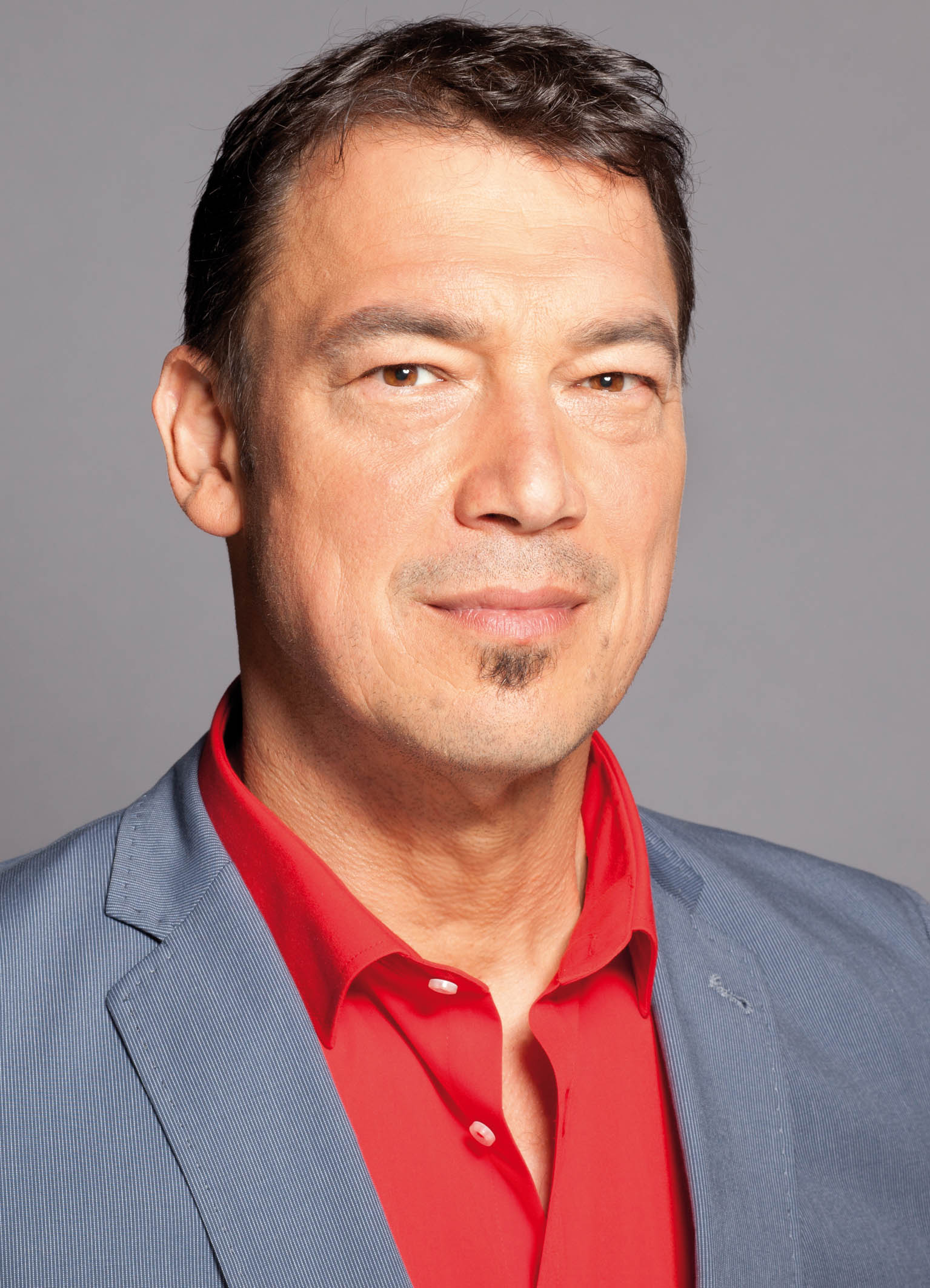
Linus Förster (2014)

Heinrich Linus Förster (* 2. August 1965 in Augsburg) ist ein ehemaliger deutscher Politiker (parteilos, bis 2016 SPD). Er war von 2003 bis zum 31. Dezember 2016 Mitglied des Bayerischen Landtags.

## Leben
Linus Förster machte 1985 in Augsburg Abitur. Er studierte von 1986 bis 1992 an der Universität Augsburg die Fächer Politikwissenschaft, Geschichte und Volkswirtschaft. Von 1993 bis 1997 verfasste er eine Dissertation zum Thema Systemtransformation am Beispiel der ehemaligen Sowjetrepublik Belarus, mit der er zum Dr. phil. promoviert wurde.
Von 1992 bis 2002 war Förster als selbstständiger Unternehmensberater und von 1992 bis 2000 als Wissenschaftlicher Mitarbeiter am Lehrstuhl für Politische Wissenschaft der Universität Augsburg tätig. 1988 bis 2003 war er Mitglied des Vorstands des Stadtjugendrings Augsburg, einer Interessenvertretung von Kindern und Jugendlichen, und ab 1993 deren 1. Vorsitzender. Von Mai 2002 bis zu seinem Eintritt in den Bayerischen Landtag war Förster Geschäftsführer des Bukowina-Instituts an der Universität Augsburg.
Er trat regelmäßig als Mitglied der Band Hopfenstrudel (Gesang und Backgroundgitarre) und der Band Real Deal, auf, mit der er den Varta-Rockpreis gewann. Zudem wirkte er als Darsteller an Aufführungen des Theaterensemble Bluespots Productions mit. Er war Mitbegründer der Band Schadensbegrenzer und gehörte 2011 im Bayerischen Landtag der SPD-Kabarettgruppe Hohn und Spott an.
Aktuell spielt er bei der Band "Mister Mojo", mit der er bereits von 1979 bis 1985 zusammen auftrat und u. a. auf der "2000 Töne"-LP der Stadt Augsburg zum 2000-jährigen Jubiläum vertreten war.

## Politik
Linus Förster war von 1984 bis 2016 Mitglied der SPD; von 2004 bis 2014 war er stellvertretender Vorsitzender des SPD-Unterbezirks Augsburg-Stadt und ab 2005 Mitglied im Landesvorstand und Präsidium der BayernSPD. Ab 2003 wurde er dreimal in den Bayerischen Landtag gewählt. Von 2014 bis 2016 war er Bezirksvorsitzender der SPD in Schwaben. Zum 31. Dezember 2016 schied er vorzeitig aus dem Bayerischen Landtag aus (siehe Strafverfahren); Ilona Deckwerth rückte nach.
Förster war jugendpolitischer und europapolitischer Sprecher der SPD-Landtagsfraktion, Vorsitzender des Arbeitskreises Bundes- und Europaangelegenheiten der SPD-Landtagsfraktion, Vorsitzender der Arbeitsgemeinschaft für Arbeit Augsburg sowie stellvertretender Vorsitzender des Ausschusses für Bundes- und Europaangelegenheiten im Bayerischen Landtag. Zudem war er Mitglied des Monitoringteams im Kongress der Gemeinden und Regionen des Europarates.
Er ist Mitglied der IG Metall und der Deutschen Vereinigung für Politikwissenschaft (DVPW). 1995 wurde ihm die Kommunale Verdienstmedaille verliehen.

## Strafverfahren
Im November 2016 wurden Ermittlungen der Staatsanwaltschaft Augsburg wegen Verdachts der Verletzung des höchstpersönlichen Lebensbereichs durch Bildaufnahmen und der Körperverletzung gegen Förster öffentlich. Seine politischen Führungsämter in der Partei und im Landtag ließ er daher seit Mitte November 2016 zunächst vorübergehend ruhen und kündigte an, aus der SPD auszutreten und zum Jahresende sein Landtagsmandat niederzulegen, was er kurz vor seiner Festnahme in die Tat umsetzte. Förster wurde 2017 vor dem Landgericht Augsburg wegen schweren sexuellen Missbrauchs in zwei Fällen, Missbrauchs Widerstandsunfähiger, heimlicher Bildaufnahmen sowie wegen des Besitzes von Kinderpornos schuldig gesprochen und zu einer Freiheitsstrafe von drei Jahren und zehn Monaten verurteilt.
Linus Förster wurde aufgrund guter Führung und dem Absolvieren einer Therapie in Haft im August 2019 auf Bewährung entlassen.
Seine Erfahrungen in Haft hat er u. a. in mehreren Kurzgeschichten niedergeschrieben, die u. a. in mehreren Ausgabe der Zeitschrift "Tabor Magazin" erschienen sind. 2024 erschien sein Buch Gefangen in einer Welt voller Widersinn im massel Verlag. 2018 erhielt Linus Förster den Ingeborg-Drewitz-Literaturpreis.

## Schriften
- "Zur politischen Kultur der Augsburger Jungwähler bei der Bundestagswahl 1990", in: Mühleisen, Hans-Otto/Stammen, Theo (Hrsg.), Wahlen in Augsburg: Untersuchungen zur politischen Partizipation in einer deutschen Großstadt, Bochum 1992, S. 223–236.
- "Zur politischen Kultur der Augsburger Jungwähler", Schriftenreihe des Stadtjugendrings Augsburg Nr. 2, Augsburg 1991.
- Zusammen mit Mathias Garte, "Jetzt reicht`s!" - Jugend und Politik im Super-Wahljahr 1994, Schriftenreihe des Stadtjugendring Augsburg Nr. 4, Augsburg 1994.
- Sozialdemokratische Partei Deutschlands - SPD, in: Stammen, Theo, Programme der politischen Parteien in Deutschland, hrsg. von der Bayerischen Landeszentrale für politische Bildungsarbeit, München 1996, S. 141–210.
- Die „neue“ Verfassung der Republik Belarus, Normative Grundlagen für die Alleinherrschaft Lukaschenka, in: osteuropa, Heft 12/97, Stuttgart 1997, A499-A508
- „Von der Diktatur zur Demokratie - und wieder zurück?“, Eine Auseinandersetzung mit der Problematik der Systemtransformation am Beispiel der ehemaligen Sowjetrepublik Belarus, Schriftenreihe zur Politischen Wissenschaft, Politica Band 28, Hamburg 1998 (Zugl. Augsburg, Univ., Diss., 1997).
- Unabhängige Recherche in Belarus, Das „Independent Institute of Socio-Economic and Political Studies“ (IISEPS), in: osteuropa, Heft 1/98, Stuttgart 1998, S. 80–82.
- Zusammen mit Jürgen Kerner, Zukunft Jugend: Jugendarbeitslosigkeit und Jugendkriminalität, Schriftenreihe des Stadtjugendring Augsburg Nr. 5, Augsburg 1998.
- Soziale Strukturen und Prozesse, in: Eding/Förster/Lückge/Neuberger/Spannig, Politik, Sozialkundebuch für BOS/FOS in Bayern, 2. überarbeitete Auflage: Neusäß 1999, S. 182–237.
- Eding/Förster/Lückge/Neuberger/Spannig, Politik, Sozialkundebuch für Berufsoberschulen/Fachoberschulen, Lehrerhandbuch, Neusäß 1999.
- Jugendkultur x-trastark, Ein Festival übertrifft alle Erwartungen, in: Menacher, Peter (Hrsg.), Augsburger Meilensteine, Eine Stadt unterwegs ins neue Jahrtausend, Augsburg 1999, S. 23–26
- Wahlen in Belarus, in: Ziemer, Klaus (Hrsg.), Wahlen in postsozialistischen Gesellschaften, (in Verbindung mit dem Arbeitskreis „Postsozialistische Gesellschaften“ der DVPW), Verlag Leske & Budrich.
- Kritische Überlegungen zu den politischen, ökonomischen und gesellschaftspolitischen Theorien der westlichen Transformationsforschung, im Tagungsband: „Dalnij wostok rossii w kontekstje rossijsko-germanskich otnoschenij - Der russische ferne Osten im Schnittpunkt der russisch-deutschen Beziehungen“, zum Kongreß der Staatlichen Pädagogischen Hochschule Chabarowsk, Rußland (zweisprachig), Chabarowsk 2001.
- Gemeinsam mit PD Dr. Peter Guggemos: Beitrag über Jugendpolitik für das „Bürgermeisterhandbuch“.
- Den wer schreibt hat noch Hoffnung auf ein Weiterleben, in: Ingeborg-Drewitz-Literaturpreis für Gefangene, Begegnungen in der Welt des Widersinns, Zell/Mosel 2018.
- Die Pflichtverteidigung, in: Novum Pro (Hrsg.): #1 Novum Vol. 1, Berlin 2022.
- Inhaftiert in einer Welt voller Widersinn.